# Miquel Ribes de Vilar
Miquel Ribes de Vilar (Tuïr, desembre del 1731 - Sant Cugat del Vallès, 25 d'octubre del 1799) fou un sacerdot benedictí i traductor català, fill d'Antoni Ribes i de Joana de Vilar. Entrà al monestir de Sant Miquel de Cuixà i va rebre l'hàbit monàstic el 4 d'octubre del 1748, de mans de l'abat Salvador Copons i de Tamarit i feu la professió l'endemà. Va succeir Ramon Rovira, mort el 1772, en l'ofici de prior de Santa Maria de Riquer. Ell ja era prior enclaustrat en aquella època. Des del començament d'aquell any fins al desembre del 1772, és a dir, des de la mort de l'abat Joan-Baptista Guanter fins al nomenament de Reard de Taqui, Ribes fou vicari general de l'abadia. Després de la mort de Reard fou anomenat, per decisió del capítol del 29 de novembre del 1790, de bell nou vicari general de l'abadia. Durant la Revolució francesa, es retirà a Codalet, on era encara el 7 d'abril del 1793, dia en què la municipalitat del vilatge, volent posar-se a cobert del "decret de la Convenció Nacional sobre els sacerdots no ordenats, i tement que s'estengués a tots els de la República, pregava als "cossos administratius d'aquest departament" d'utilitzar llur influència en els comissaris de la Convenció aleshores a Perpinyà perquè el "ciutadà Michel Ribes, sacerdot de seixanta-dos anys i de salut molt feble no sigui afectat per la mesura". El Consell certificà que el dit Miquel Ribes, resident en aquella municipi, sempre s'havia conduït com a "a ciutadà pacífic, que sempre s'havia conformat a les lleis, que mai no havia causat el mínim problema i que era un bo i fidel patriota". Malgrat el suport benvolent de la municipalitat de Codalet, Ribes de Vilar no va poder continuar residint en aquell poblet. Es va refugiar al Principat de Catalunya i va parar casa a Sant Cugat del Vallès, on va morir el 25 d'octubre del 1799, als seixanta-vuit anys.

## Obres com a traductor
El 1774, Miquel Ribes va escriure una traducció al català de la tragèdia d'Athalie composta pel poeta francès Jean Racine. Aquesta obra no es va publicar fins al 1912. Es va emprendre per a cobrir els costos de l'obra de la nova església parroquial de Tuïr que estava llavors en construcció i que tan sols es consagrà el 6 d'agost del 1816. El 1792, Agel, impressor a Tuïr, edità una traducció al català d'Esther. Ribes també feu una traducció de Polyeucte, obra de Pierre Corneille.
- Racine, Jean; Ribes, Miquel (traductor). Esther. Tragedia Santa ...Traduhida en versos catalans, en tres actes.  Thuir: Guillem Agel, estamper y llibreter, 1792 [Consulta: 7 març 2016]. Arxivat 2016-03-07 a Wayback Machine.
- Racine, Jean; Ribes, Miquel (traductor). Athalia, tragedia, trad. per Dom Miquel Ribes.  Perpinyà: Impremta Catalana d'En Comet, 1912.